# Hurst Peak
Hurst Peak är en bergstopp i Antarktis. Den ligger i Västantarktis. Chile gör anspråk på området. Toppen på Hurst Peak är 1 790 meter över havet, eller 405 meter över den omgivande terrängen. Bredden vid basen är 5,5 km.
Terrängen runt Hurst Peak är kuperad söderut, men norrut är den platt. Trakten är obefolkad. Det finns inga samhällen i närheten.